# Martin Kovář
Martin Kovář (* 22. Januar 1977 in Louny) ist ein tschechischer Handballspieler.

## Karriere
Der im Jahr 2006 1,82 m große mittlere Rückraumspieler begann in seiner Heimatstadt bei Loko Louny mit dem Handballspiel. Mit 17 Jahren wechselte er zum tschechischen Extraliga-Aufsteiger Baník Most. Später nahm ihn Dukla Prag unter Vertrag, mit dem er 1999 tschechischer Meister und Pokalsieger wurde sowie sein internationales Debüt im Euro-City-Cup 1997/98 gab. Anschließend ging er zu ŠKP Frýdek-Místek. Nach einer Saison beim deutschen Zweitligisten HSV Düsseldorf kehrte er nach Frýdek-Místek zurück und gewann 2003 erneut die Meisterschaft. Dort war er zweimal im EHF-Pokal aktiv. 2003 wechselte er in die Schweiz zu den Kadetten Schaffhausen, mit denen er 2005 und 2006 Schweizer Meister sowie 2004 und 2005 Cupsieger wurde. Mit den Kadetten spielte er im EHF Challenge Cup 2003/04, im Europapokal der Pokalsieger 2004/05, 2005/06 und 2006/07 sowie in der EHF Champions League 2005/06 und 2006/07. Im Februar 2007 wurde er an den deutschen Bundesligisten HBW Balingen-Weilstetten ausgeliehen. Ab Sommer 2007 lief er die folgenden beiden Spielzeiten für den Grasshopper Club Zürich auf. In der Saison 2009/10 stand er bei Pfadi Winterthur unter Vertrag und gewann 2010 erneut den Schweizer Cup. Aufgrund von Verletzungen beendete er 2010 seine Karriere und kehrte nach Louny zurück.
Im Jahr 2011 begann Kovář ein Maschinenbaustudium in Freiberg und griff beim Oberligisten HSG Freiberg wieder zum Handball. Nach einem Jahr brach er dieses jedoch ab und wechselte auf Vermittlung seines ehemaligen Mitspielers Jarda Sovar zur HSG Fichtelgebirge in die Landesliga. In der Saison 2013/14 spielte er für den HV Oberlausitz Cunewalde in der Sachsenliga, zum Saisonwechsel 2014/15 nahm Kovář die Stelle eines Spielertrainers beim damaligen Neuaufsteiger in die Sachsenliga HSV Weinböhla ein und begann seine B- und später A-Trainerlizenz zu erwerben. Im weiteren Verlauf wurde er zusätzlich mit der Entwicklung der männlichen A- und B-Jugend betraut, die ebenfalls in der Sachsenliga um Punkte kämpfen.
Für die Tschechische Nationalmannschaft bestritt Martin Kovář 62 Länderspiele.

## Erfolge
- Tschechischer Meister 1999 und 2003
- Tschechischer Pokalsieger 1999 und 2003
- Schweizer Meister 2005 und 2006
- Schweizer Cupsieger 2004, 2005 und 2010